# Vegetace

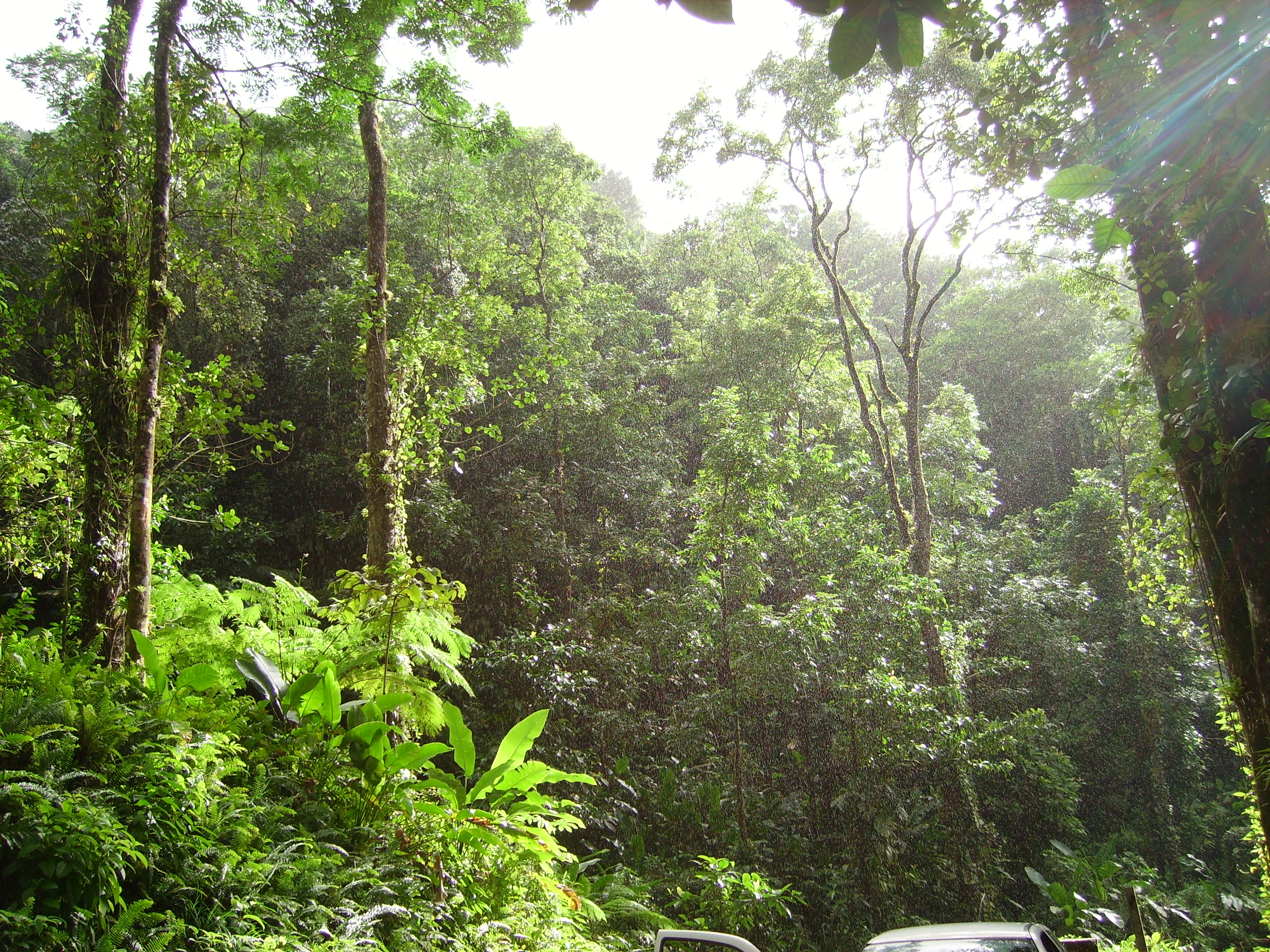
Vegetace tropického deštného lesa na Martinique

Vegetace jsou fytocenózy rostoucí na daném území neboli rostlinná pokrývka daného území (např. tropický deštný les, savana).

## Rozlišení
- Vegetace zonální – tvoří přirozené fytocenologické jednotky (většinou vyšších kategorií), odpovídající současným klimatickým podmínkám většího území, vegetační zóně (např. stepní lesní zóně). Není-li vývoj vegetace narušován člověkem, je zonální vegetace současně klimatickým klimaxem, takzvaně vegetací klimaxovou. Tato vegetace tvoří na Zemi tzv. biomy a v rámci těchto biomů pak vegetační stupně.

- Vegetace azonální – tvoří přirozené fytocenologické jednotky podmíněné specifickými podmínkami. Nejsou vázány na určitou klimatickou vegetační zónu (např. lužní lesy, rákosiny, olšiny, skalní vegetace apod.). Není-li vývoj vegetace narušován člověkem, mluvíme o edafickém klimaxu.

- Vegetace extrazonální – tvoří vegetační jednotky, které v určité vegetační zóně představují zonální vegetaci, avšak v uvažované vegetační zóně jsou podmíněny lokálními stanovištními anomáliemi (např. mediteránní jednotky se mohou vyskytovat na jižních expozicích i v chladnějších zónách).

- Vegetace potenciálně přirozená – vyvinula by se v daném čase a prostoru bez zásahů a aktivity člověka, a tudíž odráží pouze vlastnosti daného stanoviště.

- Vegetace přirozená – je složena z druhů rostlin, zejména dřevin, jejichž ekologické nároky jsou v rovnováze s podmínkami stanoviště, avšak alespoň částečně ji ovlivňují či v minulosti ovlivnily hospodářské zásahy (např. Boubínský prales; Žofínský prales a další).

- Vegetace původní – tvoří ji rostlinstvo rostoucí bez zásahů člověka a existující v rovnováze s podmínkami stanoviště. V Česku ani jinde ve střední Evropě zcela původní vegetaci nenajdeme, celá krajina byla v minulosti více či méně člověkem ovlivněna.

## Výzkum vegetace v Česku
V ČR je výzkum vegetace dlouhodobě předmětem zájmu vědců z Ústavu botaniky a zoologie Masarykovy univerzity v Brně. Výsledkem jejich práce je např. několikasvazkové dílo Vegetace ČR. Masarykova univerzita rovněž spravuje Českou národní fytocenologickou databázi, v níž jsou shromažďovány zápisy fytocenologických snímků.
Vegetační výzkum zaměřený na hrubší kategorie, tzv. biotopy definované Katalogem biotopů ČR, provádí Agentura ochrany přírody a krajiny ČR pomocí projektů mapování biotopů, aktualizace vrstvy mapování biotopů a monitoring biotopů, jejichž výsledkem je např. vrstva mapování biotopů.